# 438-й истребительный авиационный полк
438-й Ярославский истребительный авиационный полк (438-й гв. иап) — воинская часть Военно-воздушных сил (ВВС) Вооружённых Сил РККА, принимавшая участие в боевых действиях Великой Отечественной войны.

## Наименования полка
За весь период своего существования полк несколько раз менял своё наименование:
- 438-й истребительный авиационный полк
- 438-й Ярославский истребительный авиационный полк
- 212-й гвардейский Ярославский истребительный авиационный полк
- 212-й гвардейский Ярославский ордена Александра Невского истребительный авиационный полк
- Полевая почта 10205

| Як-7УТ | Як-7 | ЛаГГ-3 | Харрикейн |

## Создание полка
438-й истребительный авиационный полк сформирован 21 сентября 1941 года при 1-м запасном авиационном полку Московского военного округа в г. Арзамас на самолётах ЛаГГ-3

## Расформирование полка
438-й истребительный авиационный полк 27 октября 1944 года за образцовое выполнение боевых задач и проявленные при этом мужество и героизм переименован в 212-й гвардейский Ярославский истребительный авиационный полк.

## В действующей армии
В составе действующей армии:
- с 28 ноября 1941 года по 15 апреля 1942 года
- с 10 августа 1942 года по 1 марта 1943 года
- с 8 мая 1943 года по 17 июля 1943 года
- с 4 октября 1943 года по 27 октября 1944 года

## Командиры полка
- майор Елизарьев Алексей Петрович[5], 27.09.1941 — 22.02.1942
- майор Адамович Алексей Петрович[5], 22.02.1942 — 05.05.1943
- майор Овчинников, Иван Алексеевич[5], 05.05.1943 — 07.06.1943
- подполковник Уткин Яков Васильевич (погиб)[5], 07.06.1943 — 08.07.1943
- майор, подполковник Оборин Александр Васильевич (погиб)[5], 09.07.1943 — 07.08.1944
- подполковник Овчинников, Иван Алексеевич[5],23.08.1944 — 27.10.1944

## В составе соединений и объединений
| Период        | Фронт (округ)             | армия                      | корпус                                            | дивизия                                                            | примечание                                                |
| ------------- | ------------------------- | -------------------------- | ------------------------------------------------- | ------------------------------------------------------------------ | --------------------------------------------------------- |
| 21.09.1941 г. | Московский военный округ  | ВВС округа                 |                                                   | 1-й запасной истребительный авиационный полк                       | Арзамас, ЛаГГ-3                                           |
| 18.10.1941 г. | ПВО ТС                    | Горьковский район ПВО      |                                                   | 144-я истребительная авиационная дивизия ПВО                       | Арзамас, ЛаГГ-3                                           |
| 28.11.1941 г. | ПВО ТС                    | Московская зона ПВО        | 6-й истребительный авиационный корпус ПВО         |                                                                    | ЛаГГ-3                                                    |
| 20.02.1942 г. | Калининский фронт         | 4-я ударная армия          | ВВС 4-й ударной армии                             |                                                                    | ЛаГГ-3                                                    |
| 15.04.1942 г. | Калининский фронт         | 4-я ударная армия          | ВВС 4-й ударной армии                             |                                                                    | Сдал 7 самолётов ЛаГГ-3 в 21-й иап и убыл на переучивание |
| 15.04.1942 г. | Московский военный округ  | ВВС округа                 |                                                   | 14-й запасной истребительный авиационный полк                      | Рыбинск, Иваново, Хоукер Харрикейн                        |
| 06.08.1942 г. | Московский военный округ  | ВВС округа                 |                                                   | 14-й запасной истребительный авиационный полк                      | Москва, Центральный аэродром, Хоукер Харрикейн            |
| 10.08.1942 г. | Воронежский фронт         | 2-я воздушная армия        |                                                   | 266-я истребительная авиационная дивизия                           | Хоукер Харрикейн                                          |
| 22.08.1942 г. | Воронежский фронт         | 2-я воздушная армия        |                                                   | 267-я штурмовая авиационная дивизия                                | Хоукер Харрикейн                                          |
| 10.10.1942 г. | Воронежский фронт         | 2-я воздушная армия        |                                                   | 205-я истребительная авиационная дивизия                           | Хоукер Харрикейн                                          |
| 01.01.1943 г. | Воронежский фронт         | 2-я воздушная армия        |                                                   | 205-я истребительная авиационная дивизия                           | имел 5 исправных Хоукер Харрикейн                         |
| 04.02.1943 г. | Воронежский фронт         | 2-я воздушная армия        |                                                   | 4-й отдельный учебно-тренировочный истребительный авиационный полк | аэр. Инжавино, переформирован                             |
| 01.03.1943 г. | Приволжский военный округ | ВВС округа                 |                                                   | 6-й запасной истребительный авиационный полк                       | г. Рассказово Тамбовской области, освоил Як-7Б            |
| 05.05.1943 г. | Резерв Ставки ВГК         | авиация Резерва Ставки ВГК | 5-й истребительный авиационный корпус             | 205-я истребительная авиационная дивизия                           | Як-7Б                                                     |
| 08.05.1943 г. | Воронежский фронт         | 2-я воздушная армия        | 5-й истребительный авиационный корпус             | 205-я истребительная авиационная дивизия                           | Як-7Б                                                     |
| 10.07.1943 г. | Воронежский фронт         | 2-я воздушная армия        | 5-й истребительный авиационный корпус             | 205-я истребительная авиационная дивизия                           | Убыл в тыл на переучивание и доукомплектование            |
| 01.08.1943 г. | Московский военный округ  | ВВС округа                 |                                                   | 22-й запасной истребительный авиационный полк                      | город Иваново, переучивание на Р-39 «Аэрокобра»           |
| 04.10.1943 г. | Степной фронт             | 5-я воздушная армия        | 7-й истребительный авиационный корпус             | 205-я истребительная авиационная дивизия                           | Р-39 «Аэрокобра»                                          |
| 20.10.1943 г. | 2-й Украинский фронт      | 5-я воздушная армия        | 7-й истребительный авиационный корпус             | 205-я истребительная авиационная дивизия                           | Р-39 «Аэрокобра»                                          |
| 08.07.1944 г. | 1-й Украинский фронт      | 8-я воздушная армия        | 7-й истребительный авиационный корпус             | 205-я истребительная авиационная дивизия                           | Р-39 «Аэрокобра»                                          |
| 31.07.1944 г. | 1-й Украинский фронт      | 2-я воздушная армия        | 7-й истребительный авиационный корпус             | 205-я истребительная авиационная дивизия                           | Р-39 «Аэрокобра»                                          |
| 27.10.1944 г. | 1-й Украинский фронт      | 2-я воздушная армия        | 6-й гвардейский истребительный авиационный корпус | 22-я гвардейская истребительная авиационная дивизия                | переименован в гвардейский, Р-39 «Аэрокобра»              |

## Участие в операциях и битвах
- Противовоздушная оборона объектов тыла и промышленных объектов — с 18 октября 1941 года по 28 ноября 1941 года
- Битва за Москву — с 28 ноября 1941 года по 20 февраля 1942 года
- Сталинградская битва — с 10 августа 1942 года по 2 февраля 1943 года.
- Среднедонская операция — с 16 декабря 1942 года по 30 декабря 1942 года.
- Острогожско-Россошанская операция — с 13 января 1943 года по 27 января 1943 года.
- Воронежско-Касторненская операция (1943) — с 24 января 1943 года по 2 февраля 1943 года.
- Курская битва- с 5 июля 1943 года по 23 июля 1943 года:

В мае-июне 1943 года, перед и во время Курской битвы, на построенном весной 1943 советском военном аэродроме в селе Свино-Погореловка с 17 мая по 21 июня базировался 438-й иап 205-й иад 5-го иак 2-й воздушной армии СССР (командующий - генерал авиации Степан Красовский). Строительство аэродрома осуществили 5-я инженерно-минная бригада РГК (командир - подполковник В. Н. Столяров), маскировочная служба аэродромов 2-й ВА (начальник - майор В. И. Лукьянов) и мобилизованные местные жители. На аэродроме располагались 20-25 самолётов; рядом было построено такое же количество капониров (укрытий).
- Кировоградская операция — с 5 января 1944 года по 16 января 1944 года.
- Корсунь-Шевченковская операция — с 24 января 1944 года по 17 февраля 1944 года.
- Уманско-Ботошанская операция — с 5 марта 1944 года по 17 апреля 1944 года.
- Львовско-Сандомирская операция — с 13 июля 1944 года по 3 августа 1944 года.
- Кировоградская операция — с 5 января 1944 года по 16 января 1944 года.
- Корсунь-Шевченковская операция — с 24 января 1944 года по 17 февраля 1944 года.
- Уманско-Ботошанская операция — с 5 марта 1944 года по 17 апреля 1944 года.
- Львовско-Сандомирская операция — с 13 июля 1944 года по 3 августа 1944 года.

## Первая воздушная победа полка
Первая известная воздушная победа полка в Великой Отечественной войне одержана группой из 3-х ЛаГГ-3 (ведущий капитан Сериков В. С.) в воздушном бою под Москвой сбит немецкий разведчик Xs-126.

## Почётные наименования
438-му истребительному авиационному полку 10 августа 1944 года за отличие в боях за овладение городами Перемышль и Ярослав приказом ВГК № 0257 присвоено почётное наименование «Ярославский»

## Благодарности Верховного Главнокомандующего
Верховным Главнокомандующим дивизии объявлены благодарности:
- За освобождение города Кировоград[8]

## Отличившиеся воины
- Оборин Александр Васильевич, подполковник, командир 438-го истребительного авиационного полка 205-й истребительной авиационной дивизии 7-го истребительного авиационного корпуса 2-й воздушной армии 10 апреля 1945 года удостоен звания Герой Советского Союза. Посмертно
- Грачёв Анатолий Александрович, старший лейтенант, лётчик 438-го истребительного авиационного полка, 4 февраля 1944 года удостоен звания Герой Советского Союза. Золотая Звезда № 2806
- Егоров Алексей Александрович, капитан, штурман 212-го гвардейского истребительного авиационного 22-й гвардейской истребительной авиационной дивизии 6-го гвардейского истребительного авиационного корпуса 2-й воздушной армии 27 июня 1945 года удостоен звания Герой Советского Союза. Золотая Звезда № 6558
- Зинченко Николай Аксёнович, старший лейтенант, заместитель командира эскадрильи 438-го истребительного авиационного полка, 21 марта 1940 года удостоен звания Герой Советского Союза. Золотая Звезда № 423
- Кожевников Анатолий Леонидович, майор, заместитель командира 212-го гвардейского истребительного авиационного 22-й гвардейской истребительной авиационной дивизии 6-го гвардейского истребительного авиационного корпуса 2-й воздушной армии 27 июня 1945 года удостоен звания Герой Советского Союза. Золотая Звезда № 6557
- Рассадкин Пётр Алексеевич, капитан, лётчик 438-го истребительного авиационного полка, 31 мая 1944 года удостоен звания Герой Советского Союза. Золотая Звезда № 3893

## Статистика боевых действий
Всего за годы Великой Отечественной войны полком:
| Выполнено боевых вылетов | Сбито самолётов в воздухе за 1941—1943 гг. | Уничтожено самолётов всего за 1941—1943 гг. |
| ------------------------ | ------------------------------------------ | ------------------------------------------- |
| более 4322               | 99                                         | 102                                         |

Свои потери:
| Потеряно самолётов, всего | Погибло лётчиков всего |
| ------------------------- | ---------------------- |
| 57                        | 28                     |

## Самолёты на вооружении
| Период      | Самолёты         |
| ----------- | ---------------- |
| 1941 — 1942 | ЛаГГ-3           |
| 1942 — 1943 | Хоукер Харрикейн |
| 1943 — 1943 | Як-7Б            |
| 1943 — 1946 | P-39 Airacobra   |